# Max Unger (Footballspieler)
Maxwell McCandless „Max“ Unger (* 14. April 1986 in Kailua-Kona, Hawaii) ist ein ehemaliger US-amerikanischer American-Football-Spieler, hauptsächlich auf der Position des Centers. Er spielte in der National Football League (NFL) bei den New Orleans Saints und den Seattle Seahawks, mit denen er den Super Bowl XLVIII gewinnen konnte. Unger wurde dreimal in den Pro Bowl berufen.

## College
Unger besuchte die University of Oregon und spielte in den Jahren 2005 bis 2008 für deren Mannschaft, die Ducks College Football. Er wurde wiederholt ausgezeichnet und 2008 in eine All-American-Auswahl aufgenommen.

## NFL

### Seattle Seahawks
Beim NFL Draft 2009 wurde er in der 2. Runde von den Seattle Seahawks ausgewählt und konnte sich in diesem Team sofort etablieren. Bereits in seinem Rookiejahr war er Starter in der Offensive Line. Bis 2014 absolvierte er insgesamt 67 Spiele für die Seahawks, anfangs als Guard, dann als Center und konnte mit dem Team auch zweimal den Super Bowl erreichen.
Der Super Bowl XLVIII wurde gegen die Denver Broncos gewonnen, Super Bowl XLIX ging gegen die New England Patriots verloren.

### New Orleans Saints
Am 10. März 2015 wurde Unger für den Tight End Jimmy Graham und den Tausch von Draft-Rechten der 1. bzw. 4. Runde an die New Orleans Saints abgegeben.
Auch bei den Saints avancierte er schnell zum Schlüsselspieler. So war er etwa in der Regular Season 2017 bei jedem Snap der Offense, insgesamt 1037, auf dem Feld.
Insgesamt lief er in seinen vier Spielzeiten in New Orleans in 63 von 64 möglichen Partien auf und war bei 96,4 % aller Spielzüge auf dem Feld. Im März 2019 gab er seinen Rücktritt vom aktiven Sport bekannt.